# Alfred Krupp
Alfred Krupp (cunoscut și ca Alfried Krupp, n. 26 aprilie 1812 la Essen - d. 14 iulie 1887 la Essen) a fost un industriaș și inventator german.
A aparținut celebrei familii Krupp, care a adus o contribuție însemnată în domeniul siderurgiei.

## Biografie
Alfred Krupp, fiul lui Friedrich Krupp, care a întemeiat fabrica de oțel turnal a familiei, și a soției sale Therese Wilhelmi, s-a născut la 26 aprilie 1812. Avându-i ca nași pe frații Kechel, a fost botezat Alfried în memoria eroului legendar al Essenului. Când Friedrich murise, în 1826, Alfred împlinise 14 ani.
Marile talente ale lui Alfred ieșeau mai greu la lumină. Progresul său era stânjenit de mersul lent al revoluției industriale în Germania. Era însă, în mod evident, un tânăr inteligent. La 26 noiembrie 1825, pe când avea 13 ani, profesorul său din Essen îi trimise lui Friedrich carnetul de note cu acest comentariu: „Trebuie să-i aduc laude în toate privințele, îndeosebi pentru străduința lui la matematică. Dacă va continua în felul acesta, sunt sigur că vom fi mulțumiți de el”. Dar necazurile de acasă îl siliseră să-și întrerupă învățătura. Cu o conștiinciozitate și o sârguință care-i lipsiseră tatălui său, el a învățat singur meseria de meșter fierar. Înainte de a împlini 20 de ani, avea să producă oțel de calitate superioară. Alfred a găsit o variantă a obținerii oțelului de la Sheffield: metalul era topit în oale mici de grafit și apoi era turnat tot odată. O singură mișcare greșită și oțelul s-ar fi preschimbat în fontă. În felul acesta, Kruppstahl (oțelul Krupp)a devenit un produs pe măsura firii lui Alfred.  Timp de trei ani, tânărul, istovit și pe jumătate înfometat, le-a cerut topitorilor săi să muncească fără răgaz, iar după aceea se cufunda în hârtii. Două obstacole păreau insuportabile. Primul era că comis-voiajorii englezi străbăteau continentul oferind mărfurile lor de o calitate superioară și, al doilea, de fiecare dată când Alfred primea câte o comandă și își mobiliza pe cei 6 topitori să o execute îi lipsea forța motrice. Când anotimpul era prea secetos, inspecta albia râului secată de sub roata încremenită. Era evident că nu putea să se bizuie pe râul Berne, al cărui curs de apă era prea nestatornic. Avea nevoie de o mașină cu abur. Trebuia, de asemenea, să plătească ipoteca.
În 1853 se căsătorește cu Bertha Eichhoff (1831 - 1888). În 1854 unicul lor fiu  Friedrich Alfred se naște.

## Ascensiunea producției
În primăvara 1837 Alfred a instaurat un ciocan de 20 de cai putere. Lucrurile mergeau spre bine. Alfred Krupp și-a început cariera vânzând mașini producătoare de tacâmuri, imitând tehnica englezească de producere a fontei. Atunci când revoluția a izbucnit în Germania, cu greu a angajat o sută de muncitori. Doar câțiva ani mai târziu, el avea mai mult de o mie de muncitori în bază de contract. Krupp a început să producă arcuri, osii, roți de cale ferată, arbori cotiți, țevi de pușcă și, începând cu 1850, tunuri. Compania a profitat de extindere piețelor de oțel în sectoarele de fabricație și de cale ferată. Pe măsură ce Krupp a început să producă roți de cale ferată fără sudură, afacerea sa a crescut proporțional cu extinderea rețelei feroviare germane. Krupp și-a reinvestit aproape toate câștigurile în utilaje noi  și mine. Succesul său economic a fost în mare parte bazat pe inovație, adaptarea rapidă a noilor tehnologii și abilități manageriale deosebite.
Pe 15 iunie 1854, prințul Wilhelm al Prusiei, mai târziu împărat al Reich-ului, a vizitat fabrica Krupp din Essen. Prințul a arătat un mare interes în artilerie modernă și după ce Wilhelm a devenit regent, armata prusacă a ordonat în cele din urmă primele 300 de tunuri în 1859. Acesta a fost începutul unei afaceri reciproce avantajoase: Armata Prusacă era echipată cu armament modern, iar monarhia îl ajuta pe Krupp ori de câte ori avea probleme financiare. Cu toate acestea Krupp a vândut în acest timp artilerie și altor puteri europene.

## Regele tunurilor
După 1860 domeniul lui Alfred creștea rapid. El a demolat vechea fabrică de oțel și a reconstruit-o din temelii, adăugându-i trei ateliere mecanice, trei laminoare, un atelier de rotărie, o strungărie pentru osii, un atelier cu ciocan pentru fabricarea tunurilor și un atelier de cazangerie. În primele zile ale lunii ianuarie 1864, Prusia și Austria s-au aliat pentru a invada Schleswig-Hollstein și printr-o campanie fulger  au smuls Danemarcei cele două ducate. Alfred a sunat alarma pentru fabrica de tunuri: „Trebuie să slujim Prusiei repede și cu toată energia și să producem cât mai iute cu putință tot ceea ce lipsește”. În 1866 Prusia invadează Austria cu tunurile Krupp.
Din 1859 armata prusacă a devenit cel mai important client și aprovizionarea acesteia cu tunuri de oțel de ultimă oră a jucat un rol major în victoria răsunătoare germană în războiul franco-prusac din 1870. În aprilie 1870 Parisul și Berlinul erau gata de luptă, La Palais Bourbon se discuta ca Prusia să fie redusă la dimensiunile ei dinainte de Koniggratz. La Sedan turnurile Krupp l-au învins pe Napoleon al III-lea. Tunurile Krupp s-au dovedit a fi superioare celor tradiționale din bronz ale francezilor. Bătaia lor era de două ori mai mare decât cea a pieselor din bronz ale inamicului, iar în privința preciziei, concentrării și cadenței de tragere aceste tunuri întreceau tot ce aveau francezii Slăbiciunea fatală a Franței era artileria. Aveau cu 30 % mai puține tunuri decât prusacii. În apropierea anului 1873, turnătoriile din Essen au angajat aproape 12.000 de oameni și ulterior 4100 de muncitori în întreprinderile auxiliare. Armamente au reprezentat 56 la sută din cifra de afaceri a companiei în 1876, ducând astfel la numirea lui ca “regele tunurilor”.

## Ultimii ani
Anii de amurg ai vieții lui Alfred Krupp au coincis cu epoca războaielor mici șă aceasta l-a făcut cel mai puternic industriaș al Europei. Între cei 16 ani între căderea Parisului și moartea lui Alfred, lumea s-a aflat într-o stare aproape neîntreruptă de ostilități. Au avut loc nu mai puțin de 15 conflicte, în care au fost implicate Franța, Anglia, Rusia, Afganistanul, Tunisul, Italia, Eritreea, Sudanul, Serbia, Bulgaria, Muntenegru, Peru, Bolivia, Chile, Uruguay, Brazilia, Argentina, Paraguay, Turcia, Birmania și China. Până și Statele Unite au dus război împotriva indienilor. Germania era unica putere care nu era angajată în ostilități. Fiecare conflict servea drept poligon de probă pentru tunurile Krupp. Majoritatea conflictelor erau o sursă de publicitate favorabilă. Gama produselor lui Krupp cuprindea acum turnuri grele, baterii de munte, turnuri pentru apărarea de coastă și obuziere uriașe. Dispunând de o flotă comercială în Olanda, de mine în Spania și de reprezentanți în aproape toate capitalele, Alfred devenise o instituție internațională.
La 43 iulie 1887, regele tunurilor a decedat în urma unui atac de cord. Alfred stabilise cu amănunte planul funeraliilor sale și Essenul a respectat riguros toate instrucțiunile date. Pe un afet de tun, sicriul a fost transportat spre locul de veci al familiei din cimitirul de la poarta Kettwig. Cimitirul a trebuit să fie demolat pentru a construi o stație de cale ferată. În 1956 a fost însă așezat într-un cavou permanent de către strănepotul său Alfried, care, reînviind onoarea și prosperitatea dinastiei, a hotărît să adune la un loc toate rămășițele membrilor familiei. Osemintele au fost adunate și reînhumate în suburbia Bredeney din Essen. Marca de fabrică a firmei Krupp este gravată pe cripta lui Fritz, fiul lui Alfred.